# Philip Bialowitz

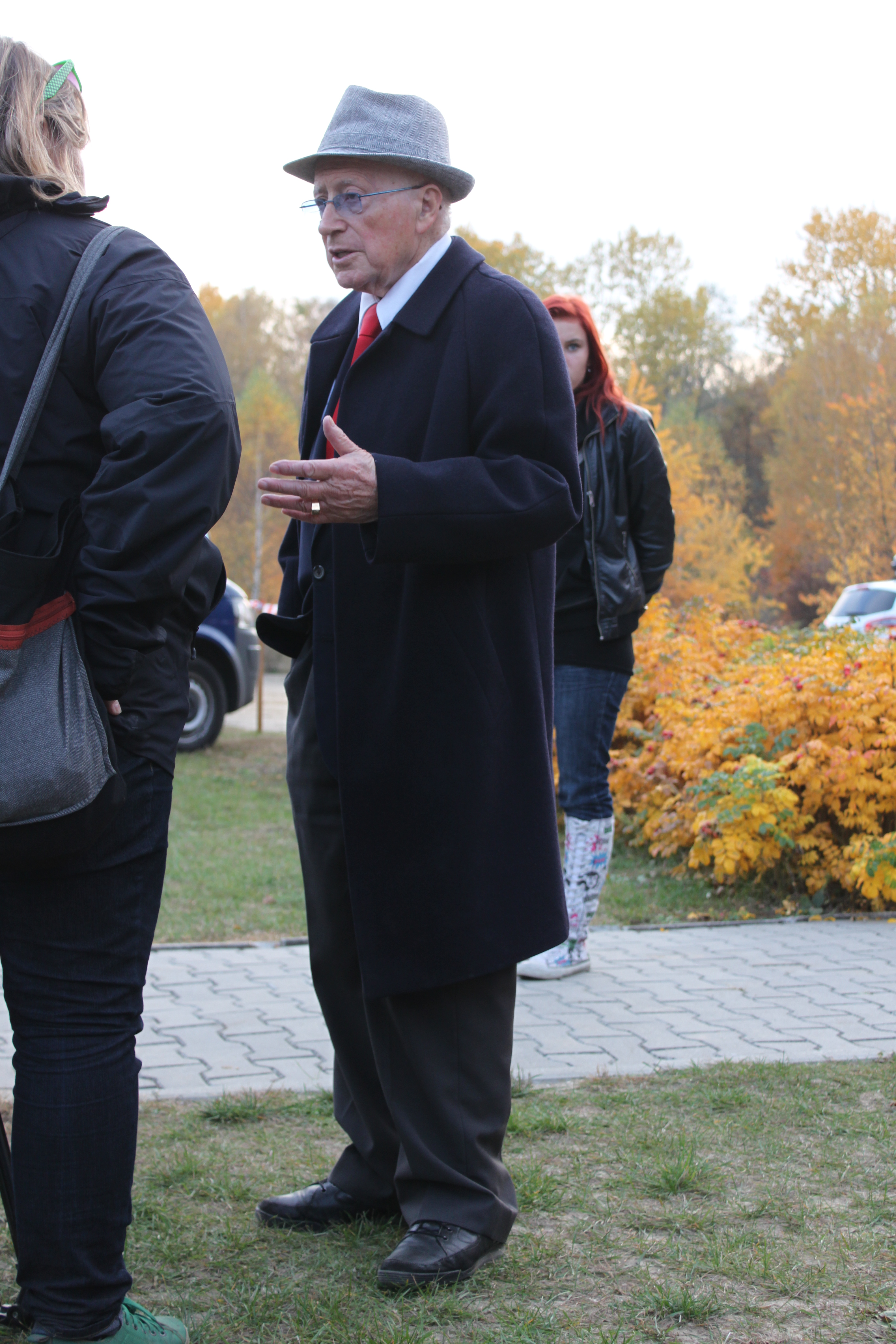
Philip Bialowitz am 70. Jahrestag des Aufstandes in Sobibór (14. Oktober 2013)

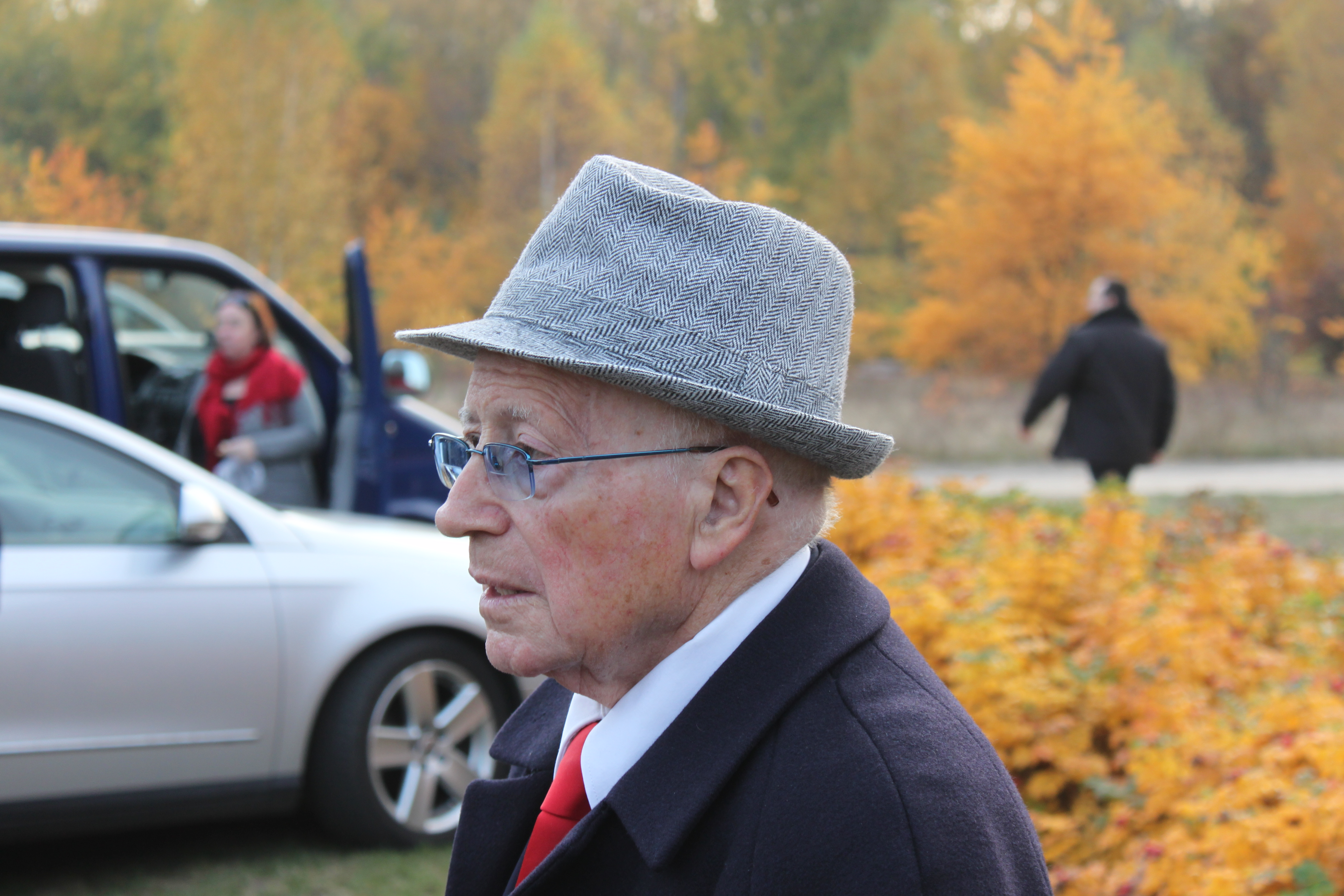
Philip Bialowitz (Sobibór 2013)

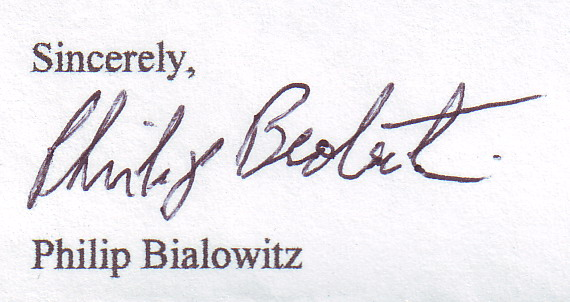
Unterschrift Philip Bialowitz, Brief vom 10. August 2009

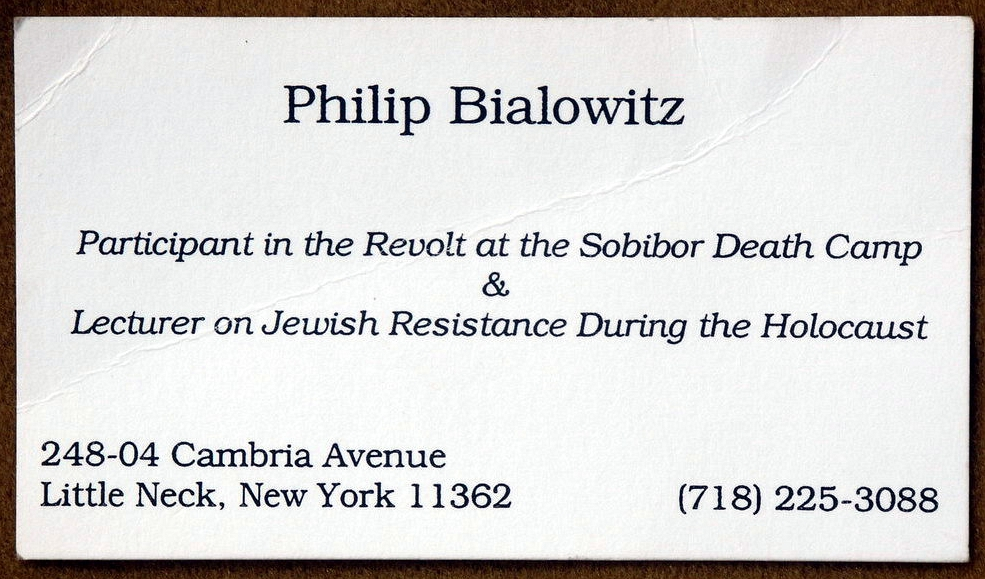
Visitenkarte Philip Bialowitz (2004)

Philip Bialowitz (auch Filip Bialowicz oder Fiszel Bialowicz; * 25. November 1929 in Izbica, Polen; † 6. August 2016 in Delray Beach, Florida) war ein amerikanischer Juwelier polnisch-jüdischer Herkunft. Er gehörte zu den namentlich bekannten 47 Überlebenden des Vernichtungslagers Sobibór im heutigen Polen und nahm aktiv am dortigen Aufstand am 14. Oktober 1943 teil. Laut Jules Schelvis überlebte er nur dadurch den Holocaust. Er war in den 1960er und 1970er Jahren Zeuge für die Sobibor-Prozesse sowie 2010 im Prozess gegen John Demjanjuk und setzte sich 2013 für eine neue Sobibór-Gedenkstätte ein. Bialowitz galt bis zum Zeitpunkt seines Todes als der letzte verbliebene polnischstämmige Jude, der am Aufstand von Sobibór selbst beteiligt war und ihn überlebte.

## Leben

### Im Vernichtungslager Sobibór 1943–1945
Philip Bialowitz wurde im April 1943 im Alter von 13 Jahren wegen seiner jüdischen Herkunft zusammen mit seinem 30-jährigen Bruder Symcha von seinem Geburtsort, dem Schtetl Izbica, nach Sobibór deportiert. Der ältere Bruder gab sich als Pharmazeut und Philip als seinen Assistenten aus.
Sie wurden als Arbeitshäftlinge eingesetzt. Philip musste nach Wertsachen wie Geld und Juwelen suchen, die in Brot und anderen Produkten versteckt waren. Zeitweilig wurde er auch als „Friseur“ beim Haareschneiden der Frauen verwendet, bevor diese in den Gaskammern ermordet wurden.
Gelegentlich wurde Bialowitz als Helfer für das sogenannte Bahnhofskommando herangezogen, das bei ankommenden Judentransporten die Waggons zügig zu räumen hatte. Hierfür musste er, kontrolliert von SS-Personal, die mit Menschen voll beladenen Karren der Lorenbahn bis kurz vor das Lager 3 schieben, wo die Vergasungen stattfanden. Schon beim Öffnen der Waggontüren nach Ankunft der Transportzüge im Bahnhof erlebte Bialowitz, dass viele Menschen den Transport nicht überlebt hatten und ein Großteil halb verhungert war.
Philip Bialowitz war wie sein Bruder Symcha Mitglied der Widerstandsgruppe, die am 14. Oktober 1943 den Aufstand von Sobibór durchführte. Seine Aufgabe bestand darin, nacheinander verschiedene SS-Männer in einen Hinterhalt zu locken, indem er ihnen meldete, es seien wertvolle Funde im Gepäck von Juden gemacht worden. Zwölf der ranghöchsten SS-Männer Sobibórs wurden so von den Aufständischen getötet. Nach dem Aufstand konnte Bialowitz sich zusammen mit seinem Bruder bei einer polnischen Bauernfamilie verstecken.

### Zeuge in Gerichtsverfahren von den 1960er Jahren bis 2010
Nach dem Krieg bildete sich Bialowitz zunächst in Deutschland zum Zahnarzt aus, emigrierte dann aber in die Vereinigten Staaten, wo er bis zu seinem Ruhestand als Juwelier arbeitete. In den 1960er und 1970er Jahren sagte er als Zeuge bei den Sobibor-Prozessen in Hagen aus. Er schilderte insbesondere 1963 seine Erfahrungen als zeitweiliger Angehöriger des sogenannten Bahnhofskommandos und beschrieb die Ankunft von Judentransporten aus dem Distrikt Galizien. 1974 gab er in einer Befragungsniederschrift im Deutschen Generalkonsulat in New York zu Protokoll, nach seinen im Lager gemachten Erfahrungen seien nicht nur einzelne SS-Angehörige an Erschießungsaktionen gegen Häftlinge beteiligt gewesen, sondern eine solche Teilnahme sei der Regelfall für die im Vernichtungslager tätigen SS-Leute gewesen.
Zusammen mit dem Sobibór-Überlebenden Thomas Blatt wurde Philip Bialowitz 2010 im Prozess gegen John Demjanjuk als Zeuge der Anklage vernommen. Beide waren zugleich auch Nebenkläger in diesem Prozess. Als Arbeitshäftling des Vernichtungslagers Sobibor, in dem Demjanjuk als SS-Wachmann gedient hatte, berichtete Bialowitz, wie die Wachmänner Häftlinge mit Bajonetten in die Gaskammern trieben, konnte sich aber konkret an Demjanjuk nicht mehr erinnern.

### Engagement für neue Sobibór-Gedenkstätte 2013
Im Oktober 2013 appellierte Bialowitz in einem Brief an Bundestagspräsident Norbert Lammert, der Deutsche Bundestag möge eine finanzielle Beteiligung Deutschlands am Aufbau einer neuen Gedenkstätte im ehemaligen Vernichtungslager Sobibór in die Wege leiten. Die bisherige Sobibór-Gedenkstätte musste 2011 wegen Geldmangels geschlossen werden. Für eine in Planung befindliche neue und würdigere Gedenkstätte für die Opfer von Sobibór werden Kosten in Höhe von drei Millionen Euro veranschlagt.
Bislang hätten im Unterschied zu Deutschland Polen, die Niederlande, die Slowakei und Israel zugesagt, das Projekt mit insgesamt zwei Millionen Euro zu unterstützen. Er sei aber zuversichtlich, dass Berlin verstehe, wie wichtig das Gedenkstättenprojekt und dessen Unterstützung gerade auch durch die Bundesrepublik Deutschland sei.

## Schriften
- Philip „Fiszel“ Bialowitz: A Promise at Sobibor: A Jewish Boy’s Story of Revolt and Survival in Nazi-Occupied Poland. University of Wisconsin Press, 2010, ISBN 978-0-299-24800-0